# Câmara Municipal de Araraquara
A Câmara Municipal de Araraquara é o órgão legislativo do município de Araraquara. Atualmente é formada por 18 vereadores, e o atual presidente é Rafael de Angeli (Republicanos).

## História da Câmara Municipal
Em 22 de agosto de 1817, Araraquara, na época um povoado, foi desmembrada da Vila Nova da Constituição, hoje cidade de Piracicaba.
Em 10 de julho de 1832, Araraquara passa à condição de vila, com a obrigatoriedade de instalar sua Câmara Municipal de vereadores, além de ver estabelecida suas divisas, separando-a definitivamente da Vila Nova da Constituição. Em 5 de dezembro de 1832, o parecer permitiu a definitiva instalação da Vila de São Bento de Araraquara, assim como, a constituição da primeira Câmara Municipal local.
Finalmente, em 24 de agosto de 1833, na casa do Capitão Manuel Joaquim Pinto de Arruda, com a presença do Presidente da Câmara da Vila da Constituição, foi lido o Decreto da Regência que criava a “Villa de São Bento de Araraquara”. Leu-se, também, um ofício do Presidente da Província de São Paulo e, finalmente procedeu-se ao juramento e posse dos vereadores que compuseram a primeira Câmara Municipal de Araraquara. O primeiro Presidente da Casa foi o Sr. Antônio Carlos de Arruda Botelho, pai do Conde do Pinhal, político ativo naquela cidade e Presidente da Câmara de Araraquara entre os anos de 1857-1860.
As sessões da Câmara Municipal de Araraquara começaram a ser realizadas em 24 agosto de 1833, os vereadores que faltassem as reuniões da Casa sem motivo justificado eram multados. No início A Câmara Municipal concentrava os Poderes Legislativo, Executivo e Judiciário.
No dia 6 de novembro de 1886, Araraquara recebia a visita de D. Pedro II. Pouco menos de um ano depois, em 6 de fevereiro de 1889, por intermédio de um decreto da Assembleia Legislativa Provincial assinado pelo Presidente da Província, a Vila de São Bento de Araraquara foi elevada à categoria de cidade. A instalação oficial da “Cidade de Araraquara” se deu em 23 de fevereiro de 1889, em Sessão extraordinária da Câmara Municipal local.
Até o ano de 1896 não havia, por aqui, a separação dos poderes Executivo e Legislativo. Ambos eram acumulados pela Câmara Municipal. A situação somente mudou de fato, e de direito, com a criação da Intendência Geral no dia 1 de julho de 1896. O primeiro Intendente Geral de Araraquara foi o Dr. Manoel Joaquim Pinto de Arruda, eleito seis dias depois da assinatura do decreto, em 7 de julho de 1896.
Palacete São Bento, inaugurado em outubro de 1898, para ser a sede de Fórum e Cadeia, o prédio onde hoje está o Museu Voluntários da Pátria passou um ano em reforma (entre 1912 e 1913). Isso aconteceu depois da sessão da Câmara realizada em 27 de junho de 1912, quando os vereadores expediram ofício para a Prefeitura, autorizando o início da adaptação e reforma do prédio que servia oficialmente de Cadeia para Paço Municipal. Depois de concluída as obras a Câmara Municipal e a Prefeitura funcionaram no prédio entre de 1913 e 1942. A Câmara voltaria a funcionar no prédio do museu por um curto período, no ano de 1974.
De acordo com a Lei Nº 113, de 10 de julho de 1906, baixada pela Câmara Municipal, o cargo de Intendente Geral do município passou a ter a denominação, Prefeito Municipal. O último Intendente de Araraquara, Sr. Major Pio Corrêa de Almeida Moraes, passou a ser a partir daquela data, o primeiro Prefeito da cidade tendo seu mandato fixado para o biênio 1906-1907. Na época, os Prefeitos eram eleitos pelos vereadores em Sessão da Câmara Municipal, sendo escolhido, dentre eles mesmos, um nome para assumir o cargo.
No dia 11 de maio de 1929, a Câmara Municipal autorizou a construção de um prédio para abrigar a Escola Normal Livre, anexa ao Ginásio Municipal Mackensie de Araraquara. O prédio onde funcionava a escola Mackensie é o mesmo onde hoje funciona a Casa da Cultura. Já, o prédio que teve sua construção iniciada na época e onde até 1942 funcionou a Escola Normal Livre, é o mesmo onde hoje funciona a Câmara Municipal, atualmente denominado “Carlos Alberto Manço”.
Na primeira e única Sessão ordinária da Câmara Municipal realizada no ano de 1930, que foi aquela em que se elegeu o Prefeito da cidade, Bento de Abreu proferiu discurso enaltecendo todo o trabalho desenvolvido pelos líderes políticos locais desde o início do século na construção da Nova Araraquara. Meses depois, em 11 de abril de 1930, realizou uma Sessão Extraordinária da Câmara Municipal onde decidiu pelo envio de um telegrama felicitando o Presidente Washington Luís por ter conseguido manter a ordem no pleito que elegeu Júlio Prestes para o cargo de Presidente da República. Prestes nunca chegou a assumir o cargo, e nem a Câmara de Araraquara voltaria a se reunir novamente.
Em outubro daquele ano, estourou a Revolução de 1930 que levou Getúlio Vargas ao poder, colocando fim ao período da República Velha no país. Com a Revolução de 30 os prefeitos são substituídos por Governadores Municipais e as Câmaras de vereadores são fechadas. Finalmente, em 1947, acontecem as primeiras eleições diretas do País e o cidadão araraquarense elege a sua primeira Câmara Municipal pelo sufrágio livre e universal. Considera-se, portanto, a legislatura iniciada em 1948 como a primeira da história de Araraquara. Atualmente, a cidade está em sua 18ª legislatura, pós-Estado Novo.

## Orçamento
Após 8 anos sem reajuste (17ª e 18ª legislaturas) foi autorizado o aumento progressivo, considerando a inflação prevista para o período. Em 2025 o subsídio será de R$ 11,7 mil, em 2026 R$ 12.987,00 e em 2027 atingirá seu valor máximo de R$ 14.415,57.
| Orçamento anual da Câmara segundo a LOA | Orçamento anual da Câmara segundo a LOA |
| Ano                                     | Valor                                   |
| --------------------------------------- | --------------------------------------- |
| 2010                                    | R$ 9.080.000,00                         |
| 2011                                    | R$ 8.518.200,00                         |
| 2013                                    | R$ 13.820.000,00                        |
| 2014                                    | R$ 16.100.000,00                        |
| 2015                                    | R$ 17.619.400,00                        |
| 2016                                    | R$ 18.376.200,00                        |
| 2018                                    | R$ 22.633.200,00                        |
| 2021                                    | R$ 19.747.980,00                        |

## Vereadores eleitos para a 19ª Legislatura (2025-2028)
Estes são os vereadores eleitos na eleições de 6 de outubro de 2024:
| Mesa Diretora (2025-2026)       |                       |                        |                           |
| Nome                            | Início do mandato     | Fim do mandato         | Cargo                     |
| Rafael de Angeli (Republicanos) | 1º de janeiro de 2025 | 31 de dezembro de 2026 | Presidente da Câmara      |
| Michel Kary (PL)                | 1º de janeiro de 2025 | 31 de dezembro de 2026 | Vice-presidente da Câmara |
| Geani Trevisóli (PL)            | 1º de janeiro de 2025 | 31 de dezembro de 2026 | 1º Secretário             |
| Balda (NOVO)                    | 1º de janeiro de 2025 | 31 de dezembro de 2026 | 2º Secretário             |

|    | Nome                                                                    | Partido                                | Votos | %    | Observações                           |
| -- | ----------------------------------------------------------------------- | -------------------------------------- | ----- | ---- | ------------------------------------- |
| 1  | Rafael Bellinatti de Angeli (Araraquara, 24.01.1981–)                   | Republicanos (REP)                     | 4.052 | 3,67 | Reeleito                              |
| 2  | Maria Paula Mendonça Vieira (São Paulo, 02.09.1999–)                    | Partido dos Trabalhadores (PT)         | 3.495 | 3,16 |                                       |
| 3  | Carlos Alberto Barreto Baldassari Balda (Araraquara, 22.01.1962–)       | Partido Novo (NOVO)                    | 3.067 | 2,77 |                                       |
| 4  | Guilherme Spadari Bianco (São Paulo, 01.10.1995–)                       | Partido Comunista do Brasil (PCdoB)    | 3.052 | 2,76 | Reeleito                              |
| 5  | Michel Henrique Cabrio Rigolin Kary (Araraquara, 25.01.1986–)           | Partido Liberal (PL)                   | 2.843 | 2,57 |                                       |
| 6  | Fabiana Fabi Cristina Virgílio (Araraquara, 18.05.1984–)                | Partido dos Trabalhadores (PT)         | 2.280 | 2,06 | Reeleita                              |
| 7  | Aluisio Augusto Braz Boi (Araraquara, 01.01.1971–)                      | Movimento Democrático Brasileiro (MDB) | 2.277 | 2,06 | Reeleito                              |
| 8  | Marcos Marcão Antonio Gomes da Rocha da Saúde (Araraquara, 03.03.1958–) | Movimento Democrático Brasileiro (MDB) | 1.770 | 1,60 |                                       |
| 9  | Filipa Brunelli Iani (Araraquara, 29.09.1992–)                          | Partido dos Trabalhadores (PT)         | 1.747 | 1,58 | Reeleita                              |
| 10 | Enfermeiro Delmiran Mendes de Oliveira (Feira de Santana, 21.05.1979–)  | Partido Liberal (PL)                   | 1.612 | 1,46 |                                       |
| 11 | Cristiano da Silva (Araraquara, 20.05.1985–)                            | Partido Liberal (PL)                   | 1.540 | 1,39 |                                       |
| 12 | Alcindo Sabino dos Santos (Araraquara, 07.03.1969–)                     | Partido dos Trabalhadores (PT)         | 1.486 | 1,34 | Assumiu suplência na 18ª Legislatura  |
| 13 | Emanoel Sponton do Nascimento (Araraquara, 12.09.1995–)                 | Progressistas (PP)                     | 1.461 | 1,32 | Reeleito, mandato cassado em 18/08/25 |
| 14 | Coronel Wagner Tadeu Silva Prado (São Paulo, 11.05.1967–)               | Partido Novo (NOVO)                    | 1.454 | 1,32 |                                       |
| 15 | Marcelo Gurgel (Araraquara, 18.11.1986–)                                | Progressistas (PP)                     | 1.355 | 1,23 |                                       |
| 16 | Marco Aurélio Mieto Domingues, Dr. Lelo (São Paulo, 13.05.1976–)        | Republicanos (REP)                     | 1.305 | 1,18 |                                       |
| 17 | Paulo Fernando Paes Landim (Jales, 26.01.1959–)                         | Partido dos Trabalhadores (PT)         | 1.292 | 1,17 | Reeleito                              |
| 18 | Geani Marques do Nascimento Trevisóli (Barreiros, 12.02.1967–)          | Partido Liberal (PL)                   | 1.244 | 1,13 | Assumiu suplência na 16ª Legislatura  |
| S  | João Paulo Clemente Júnior (Araraquara, 06.01.1991–)                    | Progressistas (PP)                     | 1.118 | 1,01 | Suplente de Sponton                   |

Emanoel Sponton (PP) foi eleito vice-presidente da Câmara em 1º de janeiro e apresentou sua renúncia à função em 24 de abril de 2025, suspeito de praticar rachadinha. Em sessão ordinária no dia 6 de maio, Michel Kary (PL) foi eleito para a função. Em 18 de agosto de 2025, em sessão extraordinária, Sponton teve o mandato cassado.

## Vereadores eleitos para a 18ª Legislatura (2021-2024)
Estes são os vereadores eleitos na eleições de 15 de novembro de 2020:
| Mesa Diretora (2023-2024)  |                       |                        |                           |
| Nome                       | Início do mandato     | Fim do mandato         | Cargo                     |
| Paulo Landim (PT)          | 1º de janeiro de 2023 | 31 de dezembro de 2024 | Presidente da Câmara      |
| Aluisio Braz (MDB)         | 1º de janeiro de 2023 | 31 de dezembro de 2024 | Vice-presidente da Câmara |
| Hugo Adorno (REPUBLICANOS) | 1º de janeiro de 2023 | 31 de dezembro de 2024 | 1º Secretário             |
| Emanoel Sponton (PP)       | 1º de janeiro de 2023 | 31 de dezembro de 2024 | 2º Secretário             |

| Mesa Diretora (2021-2022) |                       |                        |                           |
| Nome                      | Início do mandato     | Fim do mandato         | Cargo                     |
| Aluisio Braz (MDB)        | 1º de janeiro de 2021 | 31 de dezembro de 2022 | Presidente da Câmara      |
| Thainara Faria (PT)       | 1º de janeiro de 2021 | 31 de dezembro de 2022 | Vice-presidente da Câmara |
| Rafael de Angeli (PSDB)   | 1º de janeiro de 2021 | 31 de dezembro de 2022 | 1º Secretário             |
| Lucas Grecco (UNIÃO)      | 1º de janeiro de 2021 | 31 de dezembro de 2022 | 2º Secretário             |

|    | Nome               | Partido              | Votos | %     | Observações                                         |
| -- | ------------------ | -------------------- | ----- | ----- | --------------------------------------------------- |
| 1  | Thainara Faria     | PT                   | 1.838 | 1,76% | Reeleita Tomou posse como deputada estadual em 2023 |
| 2  | Gerson da Farmácia | MDB                  | 1.729 | 1,66% | Reeleito                                            |
| 3  | Rafael de Angeli   | PSDB / REPUBLICANOS  | 1.559 | 1,50% | Reeleito                                            |
| 4  | Carlão do Jóia     | PATRIOTA / PRD / MDB | 1.389 | 1,33% |                                                     |
| 5  | Emanoel Sponton    | PP                   | 1.388 | 1,33% |                                                     |
| 6  | Pastor Hugo        | REPUBLICANOS         | 1.316 | 1,26% |                                                     |
| 7  | Luna Meyer         | PDT / MDB            | 1.264 | 1,21% |                                                     |
| 8  | Aluísio Braz       | MDB                  | 1.247 | 1,20% | Eleito nas 15ª e 16ª legislaturas                   |
| 9  | João Clemente      | PSDB / PP            | 1.127 | 1,08% |                                                     |
| 10 | Filipa Brunelli    | PT                   | 1.119 | 1,07% |                                                     |
| 11 | Guilherme Bianco   | PCdoB                | 1.065 | 1,02% |                                                     |
| 12 | Edson Hel          | CIDADANIA / PV       | 1.039 | 1,00% | Reeleito                                            |
| 13 | Marchese da Rádio  | PATRIOTA / PRD / PSD | 1.010 | 0,97% |                                                     |
| 14 | Paulo Landim       | PT                   | 979   | 0,94% | Reeleito                                            |
| 15 | Dr Marcos Garrido  | PATRIOTA / PRD / PSD | 901   | 0,86% |                                                     |
| 16 | Fabi Virgílio      | PT                   | 867   | 0,83% |                                                     |
| 17 | Lucas Grecco       | PSL / UNIÃO / PRD    | 620   | 0,59% | Reeleito                                            |
| 18 | Lineu WL           | PODE / NOVO          | 595   | 0,57% |                                                     |
| S  | Alcindo Sabino     | PT                   | 762   | 0,73% | Assumiu a cadeira de Thainara Faria                 |

## Vereadores eleitos para a 17ª Legislatura (2017-2020)
Na eleição de 2016, eleitos em 2 de outubro, 355 pessoas se candidataram às 18 vagas na Câmara Municipal de Araraquara. Dos 18 eleitos, cinco tiveram a reeleição: Raimundo Bezerra (PRB), Juliana Damus (PP), Edio Lopes (PT), Elias Chediek (MDB) e Jéferson Yashuda (PSDB). Fora esses, mais quatro vereadores que atuaram como suplentes foram eleitos: Gerson da Farmácia (MDB), Toninho do Mel (PT), Porsani (PSDB) e Tenente Santana (MDB).
| Mesa Diretora (2019-2020) |                       |                        |                           |
| Nome                      | Início do mandato     | Fim do mandato         | Cargo                     |
| Tenente Santana (MDB)     | 1º de janeiro de 2019 | 31 de dezembro de 2020 | Presidente da Câmara      |
| Edio Lopes (PT)           | 1º de janeiro de 2019 | 31 de dezembro de 2020 | Vice-presidente da Câmara |
| Lucas Grecco (PSB)        | 1º de janeiro de 2019 | 31 de dezembro de 2020 | 1º Secretário             |
| Magal (PP)                | 1º de janeiro de 2019 | 31 de dezembro de 2020 | 2º Secretário             |

| Mesa Diretora (2017-2018) |                       |                        |                           |
| Nome                      | Início do mandato     | Fim do mandato         | Cargo                     |
| Jéferson Yashuda (PSDB)   | 1º de janeiro de 2017 | 31 de dezembro de 2018 | Presidente da Câmara      |
| Tenente Santana (MDB)     | 1º de janeiro de 2017 | 31 de dezembro de 2018 | Vice-presidente da Câmara |
| Edio Lopes (PT)           | 1º de janeiro de 2017 | 31 de dezembro de 2018 | 1º Secretário             |
| Edson Hel (CIDADANIA)     | 1º de janeiro de 2017 | 31 de dezembro de 2018 | 2º Secretário             |

|    | Nome                                                                | Partido                                                                                             | Votos | %    | Observações |
| -- | ------------------------------------------------------------------- | --------------------------------------------------------------------------------------------------- | ----- | ---- | ----------- |
| 1  | Gerson Roza de Freitas, Gerson da Farmácia (Inocência, 16.08.1964–) | Movimento Democrático Brasileiro (MDB)                                                              | 1.934 | 1,98 |             |
| 2  | Antonio Tomaz Fernandes, Toninho do Mel (Santa Fé, 13.06.1971–)     | Partido dos Trabalhadores (PT)                                                                      | 1.894 | 1,93 |             |
| 3  | Thainara Karoline Faria (Araraquara, 07.12.1994–)                   | Partido dos Trabalhadores (PT)                                                                      | 1.572 | 1,61 |             |
| 4  | Elton Hugo Negrini (Araraquara, 21.07.1967–)                        | Eleito pelo Partido da Social Democracia Brasileira (PSDB) Desde abril de 2020 no PRTB              | 1.543 | 1,58 |             |
| 5  | Pastor Raimundo Martins Bezerra (Oeiras, 29.09.1965–)               | Republicanos (REPUBLICANOS)                                                                         | 1.527 | 1,56 | Reeleito    |
| 6  | Juliana Andrião Damus (Araraquara, 21.09.1971–)                     | Progressistas (PP)                                                                                  | 1.516 | 1,55 | Reeleita    |
| 7  | Fábio Verri, Magal (Piracicaba, 01.02.1974–)                        | Eleito pelo Movimento Democrático Brasileiro (MDB) Desde março de 2020 no Progressistas (PP)        | 1.188 | 1,21 |             |
| 8  | Rafael Bellinatti de Angeli (Araraquara, 24.01.1981–)               | Partido da Social Democracia Brasileira (PSDB)                                                      | 1.177 | 1,20 |             |
| 9  | José Carlos Porsani (Araraquara, 28.02.1947–)                       | Partido da Social Democracia Brasileira (PSDB)                                                      | 1.068 | 1,09 |             |
| 10 | Natalino Santana, Tenente Santana (Rincão, 25.12.1956–)             | Movimento Democrático Brasileiro (MDB)                                                              | 1.019 | 1,04 |             |
| 11 | Edio Lopes dos Santos (Boa Esperança do Sul, 26.02.1967–)           | Partido dos Trabalhadores (PT)                                                                      | 987   | 1,01 | Reeleito    |
| 12 | Elias Chediek Neto (Araraquara, 26.06.1946–)                        | Movimento Democrático Brasileiro (MDB)                                                              | 974   | 0,99 | Reeleito    |
| 13 | José Luiz Gilliotti dos Santos, Zé Luiz (Araraquara, 27.01.1973–)   | Cidadania (CIDADANIA)                                                                               | 903   | 0,92 |             |
| 14 | Paulo Fernando Paes Landim (Araraquara, 26.01.1959–)                | Partido dos Trabalhadores (PT)                                                                      | 889   | 0,91 |             |
| 15 | Jéferson Luis Yashuda Farmacêutico (Araraquara, 29.10.1970–)        | Partido da Social Democracia Brasileira (PSDB)                                                      | 885   | 0,90 | Reeleito    |
| 16 | Edison Jose Soares, Edson Hel (Araraquara, 15.01.1965–)             | Cidadania (CIDADANIA)                                                                               | 822   | 0,84 |             |
| 17 | Lucas Mateus Grecco (Araraquara, 14.03.1960–)                       | Eleito pelo Partido Socialista Brasileiro (PSB) Desde abril de 2020 no Partido Social Liberal (PSL) | 812   | 0,83 |             |
| 18 | Roger Tiago de Freitas Mendes (Araraquara, 12.04.1980–)             | Progressistas (PP)                                                                                  | 648   | 0,66 |             |

## Vereadores eleitos para a 16ª Legislatura (2013-2016)
Estes são os vereadores eleitos na eleições de 7 de outubro de 2012:
| Mesa Diretora (2015-2016) |                       |                        |                           |
| Nome                      | Início do mandato     | Fim do mandato         | Cargo                     |
| Elias Chediek (PMDB)      | 1º de janeiro de 2015 | 31 de dezembro de 2016 | Presidente da Câmara      |
| Edna Martins (PSDB)       | 1º de janeiro de 2015 | 31 de dezembro de 2016 | Vice-presidente da Câmara |
| Dr. Helder (PTB)          | 1º de janeiro de 2015 | 31 de dezembro de 2016 | 1º Secretário             |
| Raimundo Bezerra (PRB)    | 1º de janeiro de 2015 | 31 de dezembro de 2016 | 2º Secretário             |

| Mesa Diretora (2013-2014) |                       |                        |                           |
| Nome                      | Início do mandato     | Fim do mandato         | Cargo                     |
| João Farias (PRB)         | 1º de janeiro de 2013 | 31 de dezembro de 2014 | Presidente da Câmara      |
| Jeferson Yashuda (PSDB)   | 1º de janeiro de 2013 | 31 de dezembro de 2014 | Vice-presidente da Câmara |
| William Affonso (PDT)     | 1º de janeiro de 2013 | 31 de dezembro de 2014 | 1º Secretário             |
| Jair Martineli (PMDB)     | 1º de janeiro de 2013 | 31 de dezembro de 2014 | 2º Secretário             |

|    | Nome                                                                             | Partido                                                                   | Votos | %    | Observações                                   |
| -- | -------------------------------------------------------------------------------- | ------------------------------------------------------------------------- | ----- | ---- | --------------------------------------------- |
| 1  | Aluísio Augusto Braz, Boi Cabeleireiro (Araraquara, 01.01.1971–)                 | Partido do Movimento Democrático Brasileiro (PMDB)                        | 3.219 | 2,90 |                                               |
| 2  | João Siqueira de Farias (São Paulo, 24.05.1971–)                                 | Partido Republicano Brasileiro (PRB)                                      | 2.538 | 2,29 |                                               |
| 3  | Edna Sandra Martins (Nhandeara, 28.01.1969–)                                     | Partido Verde (PV)/ Partido da Social Democracia Brasileira (PSDB)        | 2.505 | 2,26 | Afastada do cargo por infidelidade partidária |
| 4  | Juliana Andrião Damus (Araraquara, 21.09.1971–)                                  | Partido Progressista (PP)                                                 | 2.453 | 2,21 |                                               |
| 5  | Luis Claudio Lapena Barreto, Dr. Lapena (Araraquara, 26.08.1964–)                | Partido da Social Democracia Brasileira (PSDB)/ Partido Progressista (PP) | 2.265 | 2,04 |                                               |
| 6  | Ronaldo Napeloso (Araraquara, 10.02.1965–)                                       | Democratas (DEM)                                                          | 2.187 | 1,97 | Mandato cassado                               |
| 7  | Farmacêutico Jeferson Luís Yashuda (Araraquara, 29.10.1970–)                     | Partido da Social Democracia Brasileira (PSDB)                            | 1.976 | 1,78 |                                               |
| 8  | Elias Chediek Neto (Araraquara, 26.06.1946–)                                     | Partido do Movimento Democrático Brasileiro (PMDB)                        | 1.946 | 1,76 |                                               |
| —  | José Carlos Porsani (Araraquara, 28.02.1947–)                                    | Partido Progressista (PP)/ Partido da Social Democracia Brasileira (PSDB) | 1.689 | 1,52 | Suplente de Napeloso                          |
| 9  | Jair Aparecido Martineli (Araraquara, 12.07.1959–)                               | Partido do Movimento Democrático Brasileiro (PMDB)                        | 1.685 | 1,52 |                                               |
| 10 | Donizete Simioni (Araraquara, 02.10.1960–)                                       | Partido dos Trabalhadores (PT)                                            | 1.674 | 1,51 |                                               |
| 11 | Pastor Raimundo Martins Bezerra (Oeiras, 29.09.1965–)                            | Partido Republicano Brasileiro (PRB)                                      | 1.626 | 1,47 |                                               |
| 12 | Rodrigo Maciel Camargo Lucas, Buchechinha (São José do Rio Preto, 07.09.1979–)   | Partido da República (PR)/Solidariedade (SDD)                             | 1.572 | 1,42 |                                               |
| 13 | Antonio Sérgio Gonçalves, Serginho (Araraquara, 21.06.1959–)                     | Partido do Movimento Democrático Brasileiro (PMDB)                        | 1.511 |      | Mandato cassado                               |
| 14 | Gabriela Palombo (Araraquara, 09.01.1982–)                                       | Partido dos Trabalhadores (PT)                                            | 1.472 | 1,33 |                                               |
| 15 | Edio Lopes dos Santos (Boa Esperança do Sul, 26.02.1967–)                        | Partido dos Trabalhadores (PT)                                            | 1.380 | 1,24 |                                               |
| —  | Roberval Fraiz (Araraquara, 22.10.1963–)                                         | Partido do Movimento Democrático Brasileiro (PMDB)                        | 1.342 | 1,21 | Suplente de Serginho                          |
| 16 | Adilson Vital Turismo (Rincão, 27.11.1966–)                                      | Partido Verde (PV)                                                        | 1.262 | 1,14 | Afastado do cargo por motivos de saúde        |
| 17 | Helder de Rizzo da Matta, Dr. Helder (Araraquara, 17.05.1956–)                   | Partido Popular Socialista (PPS)/ Partido Trabalhista Brasileiro (PTB)    | 1.180 | 1,06 | Afastado do cargo por infidelidade partidária |
| 18 | William Nunes Affonso (Rio de Janeiro, 02.10.1964–)                              | Partido Democrático Trabalhista (PDT)                                     | 1.098 | 0,99 |                                               |
| —  | Geani Marques do Nascimento Trevisóli, Gianny Trevisóli (Barreiros, 12.02.1967–) | Partido Verde (PV)/Democratas (DEM)                                       | 1.050 | 0,95 | Suplente de Edna Martins                      |
| —  | Rodrigo César Martins (Araraquara, 28.10.1981–)                                  | Partido Pátria Livre (PPL)                                                | 827   | 0,75 | Suplente de Adilson Vital                     |
| —  | Pedro Antonio Baptistini (Araraquara, 29.06.1949–)                               | Partido Democrático Trabalhista (PDT)                                     | 776   | 0,70 | Suplente do Dr. Hélder                        |

### Suplentes
Passaram 12 suplentes pela Câmara Municipal na 16ª Legislatura: Geicy Sabonete (PSDB); Roberval Fraiz (PMDB); José Carlos Porsani (PP/PSDB); Tenente Santana (PSDB); Gérson (PMDB); Renato Haddad (PSDB/PRB); Geanny Trevisóli (PV/DEM); Ricardo Capparelli (PP/PSD); Toninho do Mel (PT); Leite do Corpo de Bombeiros (PRB); Pedro Baptistini (PDT) e Rodrigo Martins (PPL).

## Lista de Presidentes da Câmara Municipal[43]
1. José Clozel 1948/1949
2. Jose do Amaral Velosa 1950/1952/1954
3. Jorge Borges Correa 1951
4. Mario Ananias 1953/1958
5. Otto Ernani Muller 1955
6. Pedro Marão 1956/1957/1959
7. José Galli 1960/1963
8. Hermínio Pagotto 1961
9. José Mussi 1962
10. João Vergara Gonzalez 1964
11. Álvaro Waldemar Colino 1965/1968
12. Flávio Ferraz de Carvalho 1966/2000
13. Wilmo Gonçalves 1967
14. Miguel Tedde Neto 1969
15. Jose Alberto Gonçalves “Gaeta” 1970/1971/1999
16. Rubens Bellardi Ferreira 1972/1975/1976
17. Arnaldo Izique Caramurú 1973-1974
18. Gildo Merlos 1977/1978/1987/1988/1989/1990/1995/1996
19. Manoel Marques de Jesus 1979-1980
20. Geraldo Polezze 1981-1982
21. José Roberto Cardozo 1983-1984
22. Tadeu José Alves 1985-1986
23. Omar de Souza e Silva 1991-1992 e 1993-1994
24. Valderico Joe 1997-1998 e 2001-2002
25. Eduardo Lauand 2003-2004
26. Ronaldo Napeloso 2005-2006 e 2009-2010
27. Carlos Alberto Manço 2007
28. Edna Martins 2007-2008
29. Aluisio Braz 2011-2012 e 2021-2022
30. João Farias 2013-2014
31. Elias Chediek 2015-2016
32. Jéferson Yashuda 2017-2018
33. Tenente Santana 2019-2020
34. Paulo Landim 2023-2024
35. Rafael de Angeli 2025-2026